# Juan Gómez González (futbolista mexicà)
Juan Gómez González (26 de juny de 1924 - 9 de maig de 2009) fou un futbolista mexicà.

## Selecció de Mèxic
Va formar part de l'equip mexicà a la Copa del Món de 1954.